# Rob Dougan
Robert Don Hunter Dougan, noto come Rob Dougan e precedentemente come Rob D (Sydney, 1969), è un compositore, disc jockey, cantante e produttore discografico australiano.
È tuttora noto principalmente per il suo singolo Clubbed to Death del 1995, reso celebre dalla colonna sonora del film Matrix nel 1999. Questo pezzo fu incluso nel suo album di debutto Furious Angels nel 2002, sette anni dopo la prima pubblicazione.
La sua musica in genere comprende una base trip hop che accompagna un'orchestra e a volte la sua voce blues; solo con poche composizioni si può includere interamente nella musica elettronica.

## Biografia
Intorno al 1990, il suo amico Rollo Armstrong portò Rob Dougan dall'Australia a Londra. Dal 1991 al 1995 Rob D fu dj e pubblicava remix. Nel 1994 i suoi remix cominciarono a entrare in classifica nel Regno Unito. Nel 1995 pubblicò il suo primo singolo, Hard Times.
Sempre nel 1995 il suo fortunato singolo Clubbed to Death diede importanza al suo nome nella scena dance club inglese. L'artista produsse circa una dozzina di remix del pezzo, compresa la "Kurayamino Variation" (kurayamino in giapponese significa dell'oscurità), la versione preferita dai fan. La sua etichetta Mo'Wax Records fu così soddisfatta che gli commissionò la successiva Clubbed to Death 2 (che poi diventò bonus track nell'album).
Il suo secondo singolo Furious Angels fu pubblicato nel 1998 dalla nuova etichetta Cheeky Records. Dougan lavorò sodo per anni creando remix e dando in licenza i suoi pezzi per potersi produrre un album esattamente come lo voleva: sostenuto da un'intera orchestra e da un intero coro.
Nel 1999 la sua celebrità aumentò in modo esponenziale quando la sua Clubbed to Death (Kurayamino Variation) fu inclusa nella colonna sonora di Matrix, anche se presso il pubblico questo successo rimase l'unico aspetto conosciuto dell'allora Rob D. Successivamente realizzò remix di canzoni degli U2, di Moby e di Kylie Minogue e contribuì con due tracce alla colonna sonora di Matrix Reloaded, seguito di Matrix del 2003, Château (una traccia inedita) e Kung Fu (una versione accorciata di Furious Angels fatta per il film). Inoltre nel trailer e in un menu del DVD di Matrix Reloaded è presente la versione strumentale della traccia I'm Not Driving Anymore.
Nel 2002 nel Regno Unito e nel 2003 nel resto del mondo, pubblicò infine il suo album di debutto Furious Angels, accolto con critiche positive e un po' di sorpresa per il tono inedito del suo lavoro e per il suo canto a voce grave vagamente riconducibile a Leonard Cohen. Nel tardo 2003 nel Regno Unito l'album fu ripubblicato in un'edizione a due dischi, il secondo dei quali contenente le versioni strumentali delle tracce cantate del primo.
Dal 2006 Dougan sta lavorando al secondo album (oltre che a "un paio di canzoni" per le Sugababes per "tenere allenata la mano") contemporaneamente ad alcuni progetti classici.

## Discografia

### Album
- (2002) Furious Angels
  - 1 CD (14 tracce): edizione standard.
  - 1 CD (15 tracce): edizione speciale per il Regno Unito (con Clubbed to Death 2 come bonus track)
  - 2 CD (15+10 tracce): edizione speciale del 2003 (il secondo disco contiene le versioni strumentali delle tracce presenti sul primo)

### Singoli ed EP
- (1995) Hard Times: singolo con vari remix.
- (1995) Clubbed to Death: singolo ed EP in diverse varianti.
- (1998) Furious Angels: singolo ed EP in diverse varianti.
- (1999) The Matrix: Music from the Motion Picture contiene Clubbed to Death (Kurayamino Mix) (attribuito al suo pseudonimo da dj di allora, Rob D).
- (2003) The Matrix Reloaded: the Album contiene Furious Angels in versione strumentale e Château (traccia originale).
- (2015) The 22nd Sunday in Ordinary Time Sessions: EP
- (2016) Misc. Sessions: EP
- (2019) The Life of the World to Come: EP

### Altri siti
- RobDougan.org - Sito per Dougan-maniaci
- Rob Dougan in film, TV, ecc. - Usi della musica di Rob Dougan
- RDCD.com - Rob Dougan Compact Disc - discografia

| Controllo di autorità | VIAF (EN) 8239150033010711180009 · ISNI (EN) 0000 0000 7841 9128 · Europeana agent/base/64706 · LCCN (EN) n2004069219 · GND (DE) 135298954 · BNE (ES) XX1777055 (data) · BNF (FR) cb144472443 (data) |